# ボブ・ホープ級車両貨物輸送艦
| ボブ・ホープ級車両貨物輸送艦 | ボブ・ホープ級車両貨物輸送艦                         | ボブ・ホープ級車両貨物輸送艦                         |
| ---------------------------- | ---------------------------------------------------- | ---------------------------------------------------- |
| USNS William W. Seay         |                                                      |                                                      |
| 艦級概観                     |                                                      |                                                      |
| 艦種                         | 車両貨物輸送艦                                       | 車両貨物輸送艦                                       |
| 建造期間                     | 1995年 - 2001年                                      | 1995年 - 2001年                                      |
| 就役期間                     | 1998年 - 就役中                                      | 1998年 - 就役中                                      |
| 艦名                         |                                                      |                                                      |
| 前級                         | ゴードン級                                           | ゴードン級                                           |
| 次級                         | ワトソン級                                           | ワトソン級                                           |
| 性能諸元                     |                                                      |                                                      |
| 排水量                       | 軽荷：35,500t                                        | 軽荷：35,500t                                        |
| 排水量                       | 満載：62,069t                                        |                                                      |
| 積載量                       | 35,000 m2（380,000 ft2）                             | 35,000 m2（380,000 ft2）                             |
| 全長                         | 290m                                                 | 290m                                                 |
| 全幅                         | 32.3m                                                | 32.3m                                                |
| 吃水                         | 10.3 m                                               | 10.3 m                                               |
| 機関                         | ディーゼルエンジン （計65,160hp 34.29MW）            | 4基                                                  |
| 機関                         | 推進機                                               | 2軸                                                  |
| 速力                         | 最大24kt                                             | 最大24kt                                             |
| 航続距離                     |                                                      |                                                      |
| 乗員                         | 民間船員 26から45名。 この他、海軍軍人50名搭乗可能。 | 民間船員 26から45名。 この他、海軍軍人50名搭乗可能。 |
| 武装                         | なし                                                 | なし                                                 |

ボブ・ホープ級車両貨物輸送艦（ボブ・ホープきゅうしゃりょうかもつゆそうかん、Bob Hope Class Vehicle Cargo Ship- (LMSR) Large, Medium-speed Roll-on/Roll-off ship）は、アメリカ海軍で運用されている輸送艦である。同型艦は7隻。

## 概要
速力は24ノットと高速ではないが、車両の積み下ろしに有利なロールオン・ロールオフ船（RO-RO船）であり、舷側と艦尾にランプを持っている。車両の搭載量は多く、M1戦車をはじめとして艦内の6層の甲板に1,000両ほどの搭載が可能である。
艦の前部には大型クレーンを装備している。艦の中央部にはヘリコプター甲板がある。
1998年から2002年にかけて7隻の整備が行われた。なお、ほぼ同時期に同様の大きさのワトソン級8隻も整備されている。

## 同型艦
7隻とも海上輸送司令部の指揮下にあるが、運用は民間人によって行われており、非武装である。事前集積船としても用いられる。
- ボブ・ホープ (USNS Bob Hope, T-AKR-300) 1998年就役
- フィッシャー (USNS Fisher, T-AKR-301) 1999年就役
- シー (USNS Seay, T-AKR-302) 1999年就役
- メンドーサ (USNS Mendonca, T-AKR-303) 2001年就役
- ピリロー (USNS Pililaau, T-AKR-304) 2001年就役
- ブリティン (USNS Brittin, T-AKR-305) 2002年就役
- ベネビデス (USNS Benavidez, T-AKR-306) 2002年就役